# De/Vision
«De/Vision» — німецький синті-поп-гурт, з міста Дармштадт. DE / VISION продовжують залишатися законодавцями і найяскравішими представниками сінті-поп музики навіть незважаючи на численні експерименти та намагання відійти від чистого сінті-поп стилю. Альбоми, сингли і ремікси користуються фантастичною популярністю, постійні тури і концерти - докази високого становища DE / VISION в музичному світі. Мабуть, іменитішими, ніж DE / VISION, музикантами, які проповідують класичний сінті-поп, є тільки їх співвітчизники Camouflage.

## Історія
Гурт DE / VISION був створений в 1988 у маленькому німецькому місті Бенсхайм (Bensheim). Спочатку в команді було чотири людини - Markus, Stefan, Steffen і Thomas, але в 1991 Стефан покинув групу, і DE / VISION залишилися втрьох. У 1988 році група записала свою першу демо-касету, яка потрапила до Лоренцу Маку, згодом став менеджером DE / VISION. У 1990 Лоренц і DE / VISION заснували записуючий лейбл Synthetic Product Records, де вийшов перший 12 "сингл групи -"Your Hands On My Skin". "Boy On The Street"- Перший сингл на CD, випущений в липні 1992 року, був повністю спродюсував і поширений самою групою. У березні 1993 DE / VISION підписали контракт зі дивно звіти Ways, на якому в 1994 випустили дебютний альбом "World Without End". Перший відеокліп був знятий в 1995 на пісню "Blue Moon», що стала хітом в Німеччині.
У 1996 альбом DE / VISION "Fairyland" потрапив в топ-100 німецьких чартів, а в 1997 DE / VISION підписали контракт з найбільшою рекорд-компанією WEA, де через рік вийшов їх п'ятий альбом "Monosex", що завоював величезний успіх і видавався навіть у Японії. У листопаді того ж року DE / VISION випустили альбом "Zehn", що приурочений до 10-річчя групи й містить найкращі композиції і нові ремікси.
Шостий студійний альбом DE / VISION під назвою "Void" з'явився на початку 2000 року. Реліз не був схожий на будь-який з попередніх: в ньому музиканти використовували живі барабани, гітари і навіть жіночий вокал. Багато фанатів не прийняли ці експерименти, але оновленим звучанням група звернула на себе увагу нових шанувальників. У той же рік був перерваний контракт з компанією WEA, а 31 серпня 2000 група покинув Маркус - автор пісень і клавішник, DE / VISION стали дуетом. У тому ж році Штеффен спільно з транс-проектом зелений двір випустив сингл "Shining" - першим побічний проект музикантів DE / VISION. Після розриву з WEA група підписала контракт з Drakkar Entertainment (BMG) і в жовтні 2001 DE / VISION випустили альбом "Two".
У річницю свого 15-річчя DE / VISION порадували шанувальників новим альбом "Devolution", на підтримку якого група гастролює по Європі і перший раз відвідає Москву. У найближчих планах музикантів - перевидання синглу "I Regret 2003", до якого увійдуть ремікси від VNV Nation, Haujobb, Colony 5 і російського DJ RAM. Крім цього, планується випустити концертний альбом DE / VISION, записаний під час турне "Devolution", і видати перший DVD групи, до якої увійдуть старі концертні записи та цікаві бонуси у вигляді не видавався раніше музичного матеріалу.
У травні 2018 року, відбувся реліз синглу ‘They Won’t Silence Us’, а місяць потому - новий студійний альбом Citybeats [Архівовано 24 червня 2018 у Wayback Machine.]. На підтримку лонгплею, колектив відправився у тур, який почався у квітні 2018 року та завершитья у лютому 2019 року [Архівовано 23 червня 2018 у Wayback Machine.].

## Музиканти
Поточний склад
- Штеффен Кет Steffen Keth — вокаліст
- Томас Адам Thomas Adam — клавішник

Колишні учасники
- Маркус Ганссер Markus Ganßer — клавішник
- Штефан Блендер Stefan Blender — клавішник

## Дискографія
- Повноформатні студійні альбоми
  - World Without End (1993)
  - Unversed in Love (1995)
  - Fairyland (1996)
  - Monosex (1998)
  - Void (2000)
  - Two (2001)
  - Devolution (2003)
  - 6 Feet Underground (2004)
  - Subkutan (2006)
  - Noob (2007)
  - Popgefahr (2010)
  - 13 (2016)
  - Citybeats (2018)

- Перевидання, компіляції, концертні альбоми та інше
  - Antiquity (1995)
  - Zehn (1998)
  - Fairylive (1997)
  - Unplugged (2002)
  - Remixed (2002)
  - Live '95 & '96 (2002)
  - Devolution Tour - Live (2003)
  - Best Of De/Vision (2006)

- DVD
  - Unplugged And the Motion Pictures [PAL] (2003)
  - Pictures of the Past [NTSC] (2003)